# Juan Arañés
Juan Arañés est un compositeur baroque espagnol, actif de 1624 à 1649, c'est-à-dire durant ce que l'on appellera le Siècle d'or espagnol. En 1623-1624, il accompagne le duc de Pastrana, ambassadeur d'Espagne à Rome de 1623 à 1626. C'est là qu'il publie en 1624 son Libro segundo de tonos y villancicos.